# Cyphopterum jandiensis
Cyphopterum jandiensis är en insektsart som beskrevs av Lindberg 1965. Cyphopterum jandiensis ingår i släktet Cyphopterum och familjen Flatidae. Inga underarter finns listade i Catalogue of Life.